# Джордж Джеймс
Джордж Гренвілл Мона Джеймс (9 листопада 1893 — 30 червня 1956) — американський історик і письменник гаянського походження, знаний своєю книгою «Викрадена спадщина» 1954 року, в якій стверджується, що грецька філософія та релігія виникли у Стародавньому Єгипті.

## Біографія
Джеймс народився у Джорджтауні, Гаяна. Його батьками були преподобний Лінч Б. і Маргарет Е. Джеймс. Джеймс здобув ступінь бакалавра та магістра у Даремському університеті в Англії та захистив докторський ступінь у Колумбійському університеті у Нью-Йорку. Він був професором логіки та грецької мови у коледжі Лівінгстона у Солсбері, штат Північна Кароліна, а потім працював у коледжі AM&N Арканзасу у Пайн-Блафф. Джеймс помер через два роки після публікації «Викрадена спадщина» (1954). Джеймс був масоном і був пов'язаний з масонством Принца Голла.

## «Викрадена спадщина»
Джеймс був автором широко розповсюдженої книги «Викрадена спадщина: авторами грецької філософії були не греки, а люди Північної Африки, яких зазвичай називають єгиптянами» (також відома як «Викрадена спадщина: грецька філософія — це викрадена єгипетська філософія»), вперше опублікована у 1954 році.
У цій книзі Джеймс стверджує, що, окрім іншого, стародавні греки не були оригінальними авторами грецької філософії, яка, як він стверджує, в основному базувалася на ідеях і концепціях, які запозичили без визнання або навіть вкрадені у стародавніх єгиптян. Він стверджує, що Александр Македонський «вдерся до Єгипету та захопив царську бібліотеку в Александрії», що ідеї Арістотеля виникли з цих викрадених книг, і що він створив свою школу в бібліотеці. Книга спирається на праці масонів на підтвердження своїх тверджень про те, що греко-римські містерії походять від «єгипетської системи містерій», хоча, як зазначають історики, Джеймс неточно цитує ці джерела.
Джеймс посилається на давньогрецькі джерела, як-от Геродота, який описує культурний борг Греції перед Єгиптом. Він також згадує видатних грецьких філософів, зокрема Піфагора та Платона, які, як кажуть, навчалися в Єгипті. Він приписує використання Демокрітом терміна атом (неподільна частинка) єгипетському божеству Атуму, яке символізує повноту та неподільність.

### Критика
«Викрадена спадщина» та її теза викликали суперечки з моменту публікації книги. Книга отримала позитивні відгуки авторів-афроцентристів, але її різко критикували  історики та інші вчені.
Автор-афроцентрист Вільям Лео Гансберрі написав на підтримку ключових положень книги, включно з висновком про те, що греки вкрали знання єгиптян.
Філософ Рональд Левінсон у рецензії 1955 року написав: «тільки соціальні психологи та збирачі парадоксів знайдуть тут зерно для своїх млинів», і представив деякі твердження Джеймса як очевидно безглузді. Історик Стівен Гау писав, що книга «це твір надзвичайної інтелектуальної наївності, який не має відношення навіть до зовнішніх проявів академічної процедури».

Історики Вілсон Дж. Мозес, Альберт Гелпі, Мері Лефковіц, Рональд Фрітце та філософ Роберт Тодд Керролл називають книгу та її твердження псевдоісторичними. Керролл написав:
Основні джерела Джеймса були масонськими, особливо «Стародавні таємниці та сучасне масонство» (1909) преподобного Чарлза Вейла. Масони, у своєю чергою, почерпнули свої неправильні уявлення про єгипетські таємниці й обряди ініціації з художньої літератури XVIII століття «Сетос» […] (1731) абата Жана Террассона (1670—1750), професора грецької мови. Террассон не мав доступу до єгипетських джерел, і він помер до того як розшифрували єгипетські ієрогліфи. Але Террассон добре знав грецьких і латинських письменників. Тож він створив уявну єгипетську релігію на основі джерел, які описували грецькі та латинські обряди так, ніби вони були єгипетськими […] Таким чином, одним із головних джерел афроцентричної єгиптології виявляється Греція та Рим. Греки назвали б це іронією. Я не знаю, як це називають афроцентристи.
Професор філософії Ульстад Карін, рецензуючи книгу в академічному журналі «Kritike», стверджує, що це не справжній науковий твір, а скоріше «заклик до справедливості та реформації, заклик переломити хвилю расизму, яка охопила його час». За його словами:
Хоча можна оцінити, що Джеймс намагався зробити для африканського народу та традицій, особливо враховуючи контекст, у якому була написана ця робота, ця книга рясніє історичними неточностями, уривчастими датами, сумнівними посиланнями та філософськими непорозуміннями. [...] Джеймс стверджує, що Демокріт не писав тих книг, які зазвичай приписують йому. Замість цього він отримав їх від Анаксарха, який приніс їх з єгипетської бібліотеки, яку обікрали під час завоювання 
Александром Єгипту (кампанія, у якій брав участь Анаксарх). Твердження автора тут в цілому історично помилкове. Демокріт  народився приблизно за вісімдесят років до Анаксарха та мав померти за сорок років до повернення Анаксарха в Іонію. Подібні випадки (кричущої) історичної недбалості широко розповсюджені у книзі Джеймса.
«Викрадена спадщина» сильно вплинула на афроцентричну школу історії, зокрема Аса Гіллейрд, Йосеф Бен-Йоганнан і Молефі Кете Асанте.

### Аргументи Лефковіца–Бернала
У 1990-х роках професор антикознавства Мері Лефковіц стала видатним критиком афроцентризму та Джеймса. Її критика «Викраденої спадщини» показала, що книга намагається виглядати науковою, але зрештою є псевдоісторією, вона — нещира та надзвичайно тенденційна у своїх висновках. Лефковіц наводить такі аргументи:
- Стародавній Єгипет був расово змішаним (і тому його культурна спадщина не є за своєю суттю «чорним» чи «африканським» внеском).
- «Викрадена спадщина» є ненауковою, вона значною мірою покладається на повторення тверджень про «крадіжку» Александром єгипетських матеріалів і не має точних виносок.
- Александрія була заснована після завоювання Єгипту Александром і так не інтегрувалася в єгипетське суспільство, а Александрійську бібліотеку побудували ще пізніше; отже, там не було сховища єгипетської культури, яке б могли вкрасти греки-іммігранти.
- Джеймс спотворює свої масонські джерела, які, обговорюючи «єгипетські містерії», насправді мають на увазі греко-римські містерії, які діяли в Єгипті, і цитує інші застарілі джерела про Єгипет, які не беруть до уваги сучасну науку. («Таким чином, за іронією долі, — пише вона, — „Єгипетська система містерій“, описана Джеймсом, не є африканською, а по суті грецька, а в її деталях — виключно європейська».)
- Єгипетські твори (зокрема «Герметичний корпус»), які Джеймс представляє як попередників грецької філософії, були складені в елліністичний період.
- Подібності, виявлені стародавніми авторами між грецькими та єгипетськими божествами, не означають єгипетського походження. Єгипетська філософія не містить вчення про переселення душ. Інші передбачувані зв'язки в математиці, науці та філософії також несуттєві.
- Кажуть, що великі філософи Сократ й Арістотель не подорожували до Єгипту.

Мартін Бернал, автор трилогії «Чорна Афіна», яка наводить аргументи, аналогічні до «Викраденої спадщини», своєю чергою критикував Лефковіца за поганий пошук джерел, подвійні стандарти щодо доказів і пропуск ключових деталей. Бернал загострює увагу на сучасній науці, яка вказує на доелліністичне походження «Герметичного корпусу». Бернал стверджує, що археологічні дані, а також грецькі та латинські джерела демонструють поширення культу Ісіди, містерії та ініціації з Єгипту до Греції. Нарешті, Бернал підсумовує історіографічний аргумент «Чорної Афіни», том 1: «Стародавня модель» єгипетського впливу на Грецію була стандартною, поки в XIX столітті з ідеологічних причин її не затьмарила «арійська модель».
Лефковіц, відповідаючи в тому ж журналі, писав, що грецька філософія запозичена з Єгипту, але не «масово запозичена» і не «викрадена», а Греція також зазнала впливу інших культур. Вона відповідає на його критику її прочитання Діодора та роз'яснює інші моменти. Вона заперечує, що Бернал використовує безпідставно емоційні терміни, як-от «атака», «лють» й «арійський», які відвертають увагу від суті справи.
Італійський історик Маріо Ліверані приймає сторону Лефковіца та вважає Берналя й афроцентристів більш упередженими та винними у фальсифікації, аніж будь-хто з расистських вчених, які, як стверджує Берналь, створили арійську модель стародавньої історії. Рішення Ліверані полягає у тому, щоб вчені «працювали без упереджень і прихованих програм».

## Виноски
1. ↑  Головним джерелом Джеймса про єгипетські містерії був Чарлз Вейл, автор Стародавні містерії та сучасне масонство (1909). Джерелом Вейла була книга "Мораль і догма стародавнього та прийнятого шотландського обряду масонства" (1872) Альберта Пайка.